# Operació Barco
L'operació Barco o operació Vaixell fou una operació de trasllat d'aigua de la península a Mallorca en vaixells que es perllongà entre el juny del 1995 i el novembre de 1997 i que suposà el trasllat de milions de metres cúbics d'aigua del riu Ebre amb un cost total de 4500 milions de pessetes. L'operació fou executada pel Ministeri d'Obres Públiques d'Espanya. El ministre, llavors, era Josep Borrell i Fontelles i aquesta operació fou feta a petició del llavors president de les Illes Balears, Gabriel Cañellas.
L'operació es contractà a la naviliera Fernández Tapias i l'aigua es comprà per un import de 1200 milions de pessetes al Consorci d'Aigües de Tarragona. El transport es feu amb el petroler Móstoles i l'aigua s'emmagatzemava en un altre vaixell anclat al port de Palma anomenat Cabo Prior. L'operació es va posar en marxa de forma precipitada i això va fer que el primer carregament d'aigua (60000 m³) acabàs a la mar perquè la pintura amb la qual s'havia pintat l'interior del vaixell magatzem no havia tengut prou temps per eixugar. Es feren un total de 275 viatges, on el Móstoles transportà un total de 16.7 milions de metres cúbics d'aigua.